# Freddy Wennemars
Frederik Jan (Freddy) Wennemars (Dalfsen, 12 september 1986) is een voormalig Nederlandse langebaanschaatser en de jongere broer van Erben Wennemars. De afstanden waar hij zich in specialiseerde, waren de 500 en de 1000 meter. Op 28 december 2005 maakte Freddy Wennemars zijn debuut op de NK afstanden 2006.
Freddy Wennemars schaatste in zijn carrière voor vele verschillende ploegen. In zijn juniorentijd reed hij voor Jong Oranje en stroomde vandaaruit door naar het KNSB Opleidingsteam. In 2007 tekende hij een profcontract met Team Telfort, maar na het seizoen 2007/2008 stopte Telfort met de sponsoring van dit team; vanaf seizoen 2008/2009 nam CFE Nederland de sponsoring voor haar rekening. In het seizoen 2008/2009 schaatste hij voor Systabo. Op 24 februari 2009 werd bekend dat Wennemars in het seizoen 2009/2010 voor APPM ging rijden, maar na slechts één jaar moest hij ook hier weer vertrekken. In de seizoenen 2010-2011 en 2011-2012 reed hij rond zonder ploeg, maar met persoonlijke sponsoren. Op 18 februari 2012 werd Wennemars tweede bij het NK Supersprint 2012 op de Ireen Wüst IJsbaan in Tilburg. Op 21 januari 2013 werd hij derde op het NK Kortebaan in Lemmer, na Jesper Hospes en Jacques de Koning.
Wennemars combineerde zijn schaatscarrière met de studie Technische Bedrijfskunde aan Hogeschool Windesheim. Na zijn carrière als wedstrijdschaatser trainde hij in het seizoen 2013/2014 nog een jaar mee met TVM als trainingspartner van Ireen Wüst en Linda de Vries.

## Persoonlijke records
| Afstand    | Tijd    | Datum           | Baan    |
| ---------- | ------- | --------------- | ------- |
| 500 meter  | 35,49   | 12 maart 2008   | Calgary |
| 1000 meter | 1.09,90 | 16 maart 2007   | Calgary |
| 1500 meter | 1.48,97 | 19 maart 2009   | Calgary |
| 3000 meter | 4.07,01 | 21 januari 2007 | Hoorn   |
| 5000 meter | 7.18,73 | 5 februari 2005 | Assen   |

## Resultaten
| Jaar | NK Afstanden       | NK Sprint | NK Junioren | NK Sprint Jr | NK Supersprint |
| ---- | ------------------ | --------- | ----------- | ------------ | -------------- |
| 2003 |                    |           |             |              | 22e (jr.B)     |
| 2004 |                    |           | 8e (B)      | 5e (B)       | (jr.B)         |
| 2005 |                    |           | 6e (A)      | (A)          | (jr.A)         |
| 2006 | 12e 500m 19e 1000m |           | 7e (A)      | val (A)      |                |
| 2007 | 14e 500m 20e 1000m | 18e       |             |              |                |
| 2008 | 13e 500m 16e 1000m | 11e       |             |              |                |
| 2009 |                    | 16e       |             |              |                |
| 2010 | 20e 500m 23e 1000m |           |             |              |                |
| 2011 | 12e 500m           | 13e       |             |              |                |
| 2012 |                    |           |             |              | Zilver         |
| 2013 | 15e 500m           |           |             |              |                |